# Amphisbaena carli
Amphisbaena carli là một loài bò sát trong họ Amphisbaenidae. Loài này được Pinna, Mendonça, Bocchiglieri & Fernandes mô tả khoa học đầu tiên năm 2010.